# Shōya Nakajima
Pour les articles homonymes, voir Nakajima.
Shōya Nakajima (中島 翔哉, Nakajima Shōya), né le 23 août 1994 à Hachiōji, est un footballeur international japonais. Il évolue au poste de milieu offensif ou d'ailier gauche à Urawa Red Diamonds.
Après ses débuts au Tokyo Verdy puis au FC Tokyo au Japon, Nakajima rejoint en 2017 le Portimonense SC, récemment promu en Liga NOS. Il y effectue des performances remarquées et se fait repérer par plusieurs clubs européens. 
Nakajima s'engage au Al-Duhail SC à la fin du mercato hivernal 2019 pour environ 35 millions d'euros, une vente record pour le club portugais et pour le football japonais. Il ne reste cependant que quelques mois au Qatar et signe au FC Porto en juillet 2019.
Nakajima participe aux Jeux olympiques d'été de 2016 avec l'équipe des moins de 23 ans du Japon. Il est convoqué pour la première fois en équipe nationale A en 2018. L'année suivante, Nakajima dispute la Copa América 2019.

## Biographie

### En club
Le 4 février 2019, Nakajima s'engage en faveur du Al-Duhail SC. Courtisé au mercato hivernal par des clubs européens, la presse fait état d'un intérêt du Paris Saint-Germain, du FC Porto ou de Wolverhampton envers le joueur,. L'ailier japonais préfère néanmoins partir au Qatar pour une somme de 35 millions d'euros. C'est un montant record pour un transfert d'un footballeur japonais ainsi que la plus grosse transaction de l'histoire du Portimonense,.
Nakajima reçoit le numéro dix et découvre son nouveau club en fin de saison puisqu'il ne reste que sept journées de championnat. Le 16 février, il est titulaire pour ses débuts en Stars League contre Al-Sailiya. Nakajima marque son premier but qatari deux journées plus tard en participant au festival offensif de son équipe aux dépens d'Al Ahli (6-0). Il remporte la Coupe du Qatar au mois de mai, son premier trophée en club, aux dépens d'Al-Sadd (4-1).
Le 5 juillet 2019, cinq mois après son départ du Portugal, Nakajima revient au pays en signant au FC Porto un contrat de cinq saisons pour la somme de douze millions d'euros. Il échoit du numéro dix de leader technique.
Pour ses débuts, Nakajima est titularisé par Sérgio Conceição au poste d'attaquant le 13 août 2019 en phase qualificative de la Ligue des champions contre le FK Krasnodar. Porto perd la rencontre 2-3 et se fait éliminer de la compétition, une première pour le club depuis 2010. Le 17 août, il entre en jeu en Liga NOS face au Vitória Setúbal (victoire 4-0).
Le 16 janvier 2021, en difficulté à Porto, Nakajima est prêté pour six mois à Al-Aïn FC. Cependant en février 2021, il est gravement blessé a l'entrainement (fracture du tibia) et sera absent jusqu'à la fin de la saison, il n'aura joué que 2 matchs avec le club. 
Il retournera au FC Porto durant l'été 2021 à la fin de son prêt et partira de nouveau en prêt, les 26 aout au club de Portimonense SC pour une saison mais retrouvera le chemin du terrain qu'après le 4 octobre 2021 (après sa blessure). Il aura joué 22 matchs et marqué 1 but pour son retour. 
Lors de la saison 2022-2023, il rejoindra le club d'Antalyaspor ou il arrivera libre et signera un contrat de 2 ans. Il s'illustrera malheureusement avec un carton rouge lors de son premier match en Süper Lig après seulement 13 secondes de jeu. Au total, il ne jouera que 15 matchs pour 0 but et 0 passe décisive.
Le club d'Antalyaspor annonce une fin de contrat le 04 juillet 2023 avec lui. 

### En équipe nationale
Avec les moins de 17 ans, il participe à la Coupe du monde des moins de 17 ans 2011 organisé au Mexique. Lors du mondial junior, il joue deux matchs : contre la Jamaïque, et  le Brésil. Il inscrit un but contre les joueurs brésiliens, avec malgré tout une défaite 2-3.
Il est promu avec les moins de 23 ans et participe aux Jeux asiatiques de 2014. Lors de ces jeux, il inscrit deux buts : contre l'Irak, puis contre le Népal. Le Japon est battu en quart de finale par la Corée du Sud.
En janvier 2016, il dispute le championnat d'Asie des moins de 23 ans qui se déroule au Qatar. Lors de cette compétition, il inscrit un doublé contre l'Iran (victoire 3-0). Le Japon remporte la compétition en battant la Corée du Sud en finale.
Ce sacre lui permet de participer aux Jeux olympiques d'été de 2016 organisés au Brésil. Il joue trois matchs lors du tournoi olympique, inscrivant un but contre la Colombie (2-2).
Le 23 mars 2018, Nakajima honore sa première sélection avec l'équipe du Japon en entrant en jeu pour la dernière demi-heure d'un match amical contre le Mali. Il se montre décisif pour ses débuts en inscrivant un but dans le temps additionnel qui permet au Japon d'arracher un nul 1-1. Malgré de bonnes performances en club, Nakajima n'est pas retenu pour disputer la Coupe du monde 2018 en Russie.
Convoqué pour participer à la Coupe d'Asie des nations 2019, Nakajima se blesse et doit déclarer forfait.
Au mois de juin 2019, Nakajima est appelé pour disputer la Copa América 2019 au Brésil ; la sélection japonaise étant invitée pour la deuxième fois dans cette compétition. Il est titulaire lors des trois rencontres de phase de groupes. Nakajima marque un but contre l'Équateur en ouvrant le score mais le match se termine sur un nul 1-1 qui clôt le parcours des deux équipes.

## Statistiques

### Statistiques détaillées
| Saison                | Club                   | Championnat           | Championnat | Championnat | Championnat | Coupe nationale | Coupe nationale | Coupe nationale | Coupe de la Ligue | Coupe de la Ligue | Coupe de la Ligue | Compétition(s) continentale(s) | Compétition(s) continentale(s) | Compétition(s) continentale(s) | Compétition(s) continentale(s) | Japon | Japon | Japon | Total | Total | Total |
| Saison                | Club                   | Division              | M.          | B.          | P.d.        | M.              | B.              | P.d.            | M.                | B.                | P.d.              | Comp.                          | M.                             | B.                             | P.d.                           | M.    | B.    | P.d.  | M.    | B.    | P.d.  |
| 2012                  | Tokyo Verdy            | J2 League             | 8           | 4           | 1           | 2               | 0               | 0               | -                 | -                 | -                 | -                              | -                              | -                              | -                              | -     | -     | -     | 10    | 4     | 1     |
| 2013                  | Tokyo Verdy            | J2 League             | 21          | 2           | 1           | 2               | 0               | 0               | -                 | -                 | -                 | -                              | -                              | -                              | -                              | -     | -     | -     | 23    | 2     | 1     |
| Sous-total            | Sous-total             | Sous-total            | 29          | 6           | 2           | 4               | 0               | 0               | -                 | -                 | -                 | -                              | -                              | -                              | -                              | -     | -     | -     | 33    | 6     | 2     |
| 2014                  | FC Tokyo               | J1 League             | 5           | 0           | 0           | -               | -               | -               | -                 | -                 | -                 | -                              | -                              | -                              | -                              | -     | -     | -     | 5     | 0     | 0     |
| 2015                  | FC Tokyo               | J1 League             | 13          | 1           | 0           | 2               | 0               | 0               | 2                 | 1                 | 0                 | -                              | -                              | -                              | -                              | -     | -     | -     | 17    | 2     | 0     |
| 2016                  | FC Tokyo               | J1 League             | 12          | 3           | 2           | 2               | 1               | 1               | 4                 | 2                 | 0                 | -                              | -                              | -                              | -                              | -     | -     | -     | 18    | 6     | 3     |
| 2017                  | FC Tokyo               | J1 League             | 21          | 2           | 1           | 1               | 1               | 0               | 7                 | 3                 | 4                 | -                              | -                              | -                              | -                              | -     | -     | -     | 29    | 6     | 5     |
| Sous-total            | Sous-total             | Sous-total            | 51          | 6           | 3           | 5               | 2               | 1               | 13                | 6                 | 4                 | -                              | -                              | -                              | -                              | -     | -     | -     | 69    | 14    | 8     |
| 2014                  | Kataller Toyama (prêt) | J2 League             | 28          | 2           | 2           | 2               | 0               | 0               | -                 | -                 | -                 | -                              | -                              | -                              | -                              | -     | -     | -     | 30    | 2     | 2     |
| 2017-2018             | Portimonense SC (prêt) | Liga NOS              | 29          | 10          | 10          | 2               | 0               | 1               | 2                 | 0                 | 0                 | -                              | -                              | -                              | -                              | 2     | 1     | 0     | 35    | 11    | 11    |
| 2018-2019             | Portimonense SC        | Liga NOS              | 13          | 5           | 5           | -               | -               | -               | 1                 | 0                 | 0                 | -                              | -                              | -                              | -                              | 4     | 1     | 3     | 18    | 6     | 8     |
| Sous-total            | Sous-total             | Sous-total            | 42          | 15          | 15          | 4               | 0               | 1               | 3                 | 0                 | 0                 | -                              | -                              | -                              | -                              | 6     | 2     | 3     | 55    | 17    | 19    |
| 2018-2019             | Al-Duhail SC           | Qatar Stars League    | 7           | 1           | 0           | 1               | 0               | 0               | -                 | -                 | -                 | AFC                            | 6                              | 1                              | 0                              | 7     | 2     | 0     | 21    | 4     | 0     |
| Sous-total            | Sous-total             | Sous-total            | 7           | 1           | 0           | 1               | 0               | 0               | -                 | -                 | -                 | -                              | 6                              | 1                              | 0                              | 7     | 2     | 0     | 21    | 4     | 0     |
| 2019-2020             | FC Porto               | Liga NOS              | 16          | 0           | 1           | 4               | 1               | 0               | 3                 | 0                 | 2                 | C1+C3                          | 1+4                            | 0                              | 0                              | 6     | 1     | 2     | 34    | 2     | 5     |
| 2020-2021             | FC Porto               | Liga NOS              | 4           | 0           | 1           | 1               | 0               | 0               | -                 | -                 | -                 | C1                             | 4                              | 0                              | 0                              | -     | -     | -     | 9     | 0     | 1     |
| Sous-total            | Sous-total             | Sous-total            | 20          | 0           | 2           | 5               | 1               | 0               | 3                 | 0                 | 2                 | -                              | 9                              | 0                              | 0                              | 6     | 1     | 2     | 43    | 2     | 6     |
| 2020-2021             | Al-Aïn FC (prêt)       | UAE Pro League        | 0           | 0           | 0           | 0               | 0               | 0               | -                 | -                 | -                 | AFC                            | 0                              | 0                              | 0                              | -     | -     | -     | 0     | 0     | 0     |
| Sous-total            | Sous-total             | Sous-total            | 0           | 0           | 0           | 0               | 0               | 0               | -                 | -                 | -                 | -                              | 0                              | 0                              | 0                              | -     | -     | -     | 0     | 0     | 0     |
| Total sur la carrière | Total sur la carrière  | Total sur la carrière | 177         | 30          | 24          | 19              | 3               | 2               | 19                | 6                 | 6                 | -                              | 15                             | 1                              | 0                              | 19    | 5     | 5     | 249   | 45    | 37    |

### Buts internationaux
| 0 | Date              | Sél. | Lieu                                    | Résultat     | Adversaire | Compétition                       | Détail | Détail         | Détail |
| - | ----------------- | ---- | --------------------------------------- | ------------ | ---------- | --------------------------------- | ------ | -------------- | ------ |
| 1 | 23 mars 2018      | 1    | Stade Maurice Dufrasne, Liège, Belgique | Mali         | 1-1        | Match amical                      | 90+3e  | du pied gauche | 1-1    |
| 2 | 20 novembre 2018  | 6    | Toyota Stadium, Toyota, Japon           | Kirghizistan | 4-0        | Match amical                      | 73e    | du pied droit  | 4-0    |
| 3 | 26 mars 2019      | 8    | Stade du parc Misaki, Kobe, Japon       | Bolivie      | 1-0        | Match amical                      | 76e    | du pied droit  | 1-0    |
| 4 | 24 juin 2019      | 13   | Mineirão, Belo Horizonte, Brésil        | Équateur     | 1-1        | Copa América 2019                 | 15e    | du pied droit  | 1-0    |
| 5 | 10 septembre 2019 | 15   | Stade Thuwunna, Rangoun, Birmanie       | Birmanie     | 0-2        | Éliminatoires Coupe du monde 2022 | 16e    | du pied droit  | 0-1    |

## Palmarès

### En club
- Al-Duhail SC
  - Coupe du Qatar en 2019

- FC Porto
  - Champion du Portugal en 2020
  - Vainqueur de la Coupe du Portugal en 2020

### En sélection
- Vainqueur du championnat d'Asie des moins de 23 ans en 2016 avec l'équipe des moins de 23 ans du Japon